# Gene Holt
Gene Holt es un escultor estadounidense nacido el año 1939 en Rockford , Illinois; reside en Holanda.
Es autor de la escultura titulada "De Behoedende Non" , que está instalada enfrente del Centro Médico Meander, en Elisabeth, Amersfoort, Países Bajos.